# Softball klub Princ Jarun
Softball klub Princ Jarun je softbolski klub iz Zagreba.

## Klupski uspjesi
- 2003. Prvenstvo Hrvatske – 3.mjesto
  - Kup Hrvatske – 4.mjesto
- 2004. Prvenstvo Hrvatske – 3.mjesto
  - Kup Hrvatske– 3.mjesto
  - Zagrebačko prvenstvo - 3.mjesto
- 2005. Prvenstvo Hrvatske – 3.mjesto
  - Kup Hrvatske– 4.mjesto
  - Zagrebačko prvenstvo - 3.mjesto
- 2006. Prvenstvo Hrvatske – 4.mjesto
  - Kup Hrvatske– 5.mjesto
  - Zagrebačko prvenstvo - 3.mjesto
  - Interliga - 4.mjesto
- 2007. Prvenstvo Hrvatske – 2.mjesto
  - Kup Hrvatske – 2.mjesto
  - Zagrebačko prvenstvo - 1.mjesto
  - POJEDNIČNE NAGRADE: Zagrebačko prvenstvo - najbolji bacač - Dinko Regula
- 2008. Prvenstvo Hrvatske – 2.mjesto
  - Kup Hrvatske – 1.mjesto
  - Zagrebačko prvenstvo - 2.mjesto
  - EUROPSKI KUP POBJEDNIKA KUPOVA, 25. – 30.8.2008., Havličkuv Brod, Češka, 6.mjesto

## Vanjske poveznice
- http://www.softball-princ.hr